# Exposição Nacional Americana

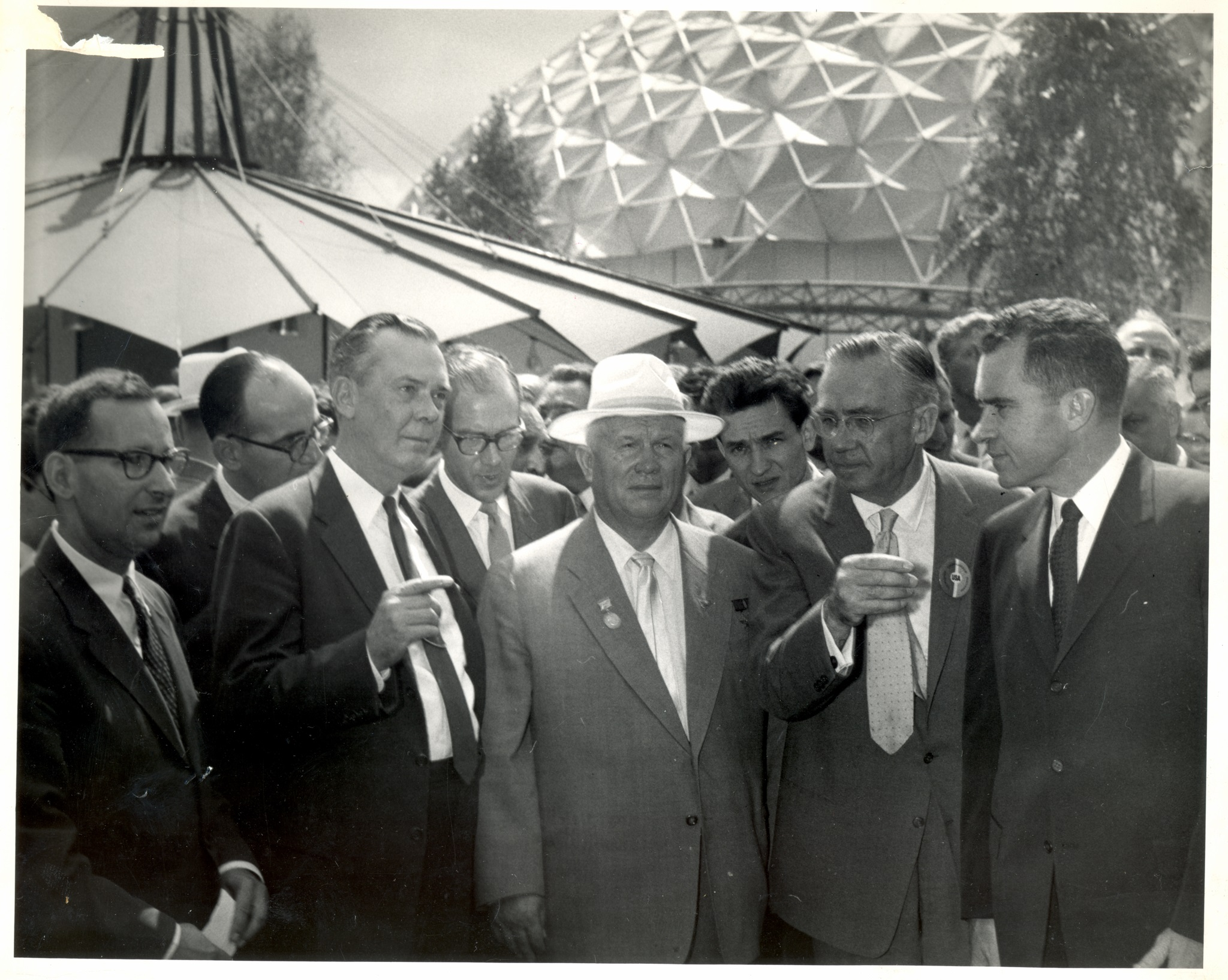
Richard Nixon e Nikita Khrushchev na Exposição Nacional Americana, em julho de 1959.

A Exposição Nacional Americana (25 de julho a 4 de setembro de 1959) foi uma exposição de arte, moda, carros, capitalismo, casas modelo e cozinhas futuristas norte-americanas que atraiu 3 milhões de visitantes ao Parque Sokolniki, em Moscou, durante suas seis semanas de funcionamento. O evento da Guerra Fria é histórico para o "debate da cozinha" Nixon-Khrushchev realizado primeiro na mesa da cozinha modelo, equipada pela General Electric, e depois continuou no estúdio de televisão em cores onde foi transmitido para ambos os países, com cada líder discutindo os méritos de seu sistema, e uma conversa que "escalou máquinas de lavar para guerra nuclear".
Mas o evento é igualmente conhecido por sua exposição de arte, que incluiu artistas consagrados como os escultores Robert Laurent, Ibram Lassaw e Isamu Noguchi e os pintores Hyman Bloom, Jackson Pollock e Edward Hopper em uma mostra de arte coordenada pela United States Information Agency (USIA). Antes da exposição, o Comitê de Atividades Antiamericanas da Câmara (HUAC) ameaçou remover muitos dos artistas que foram acusados de ligações com atividades comunistas. Depois que o presidente Eisenhower interveio, no entanto, a exposição continuou conforme o planejado.
As interpretações do evento são mistas. Alguns chamaram o evento de sucesso porque humanizou os dois países, levando a melhores relações entre eles. Alguns também observam que o evento resultou em "um contrato histórico para a fabricação em massa da Pepsi na União Soviética", criando novas oportunidades de negócios, bem como um melhor relacionamento. Mas outros argumentam que "[um] ano depois, a crise dos mísseis cubanos levou os dois lados à beira de uma guerra nuclear, e os laços não começaram a melhorar até a década de 1970". Enquanto isso, críticos liberais caracterizaram a exposição como uma "estratégia de propaganda americana" da Guerra Fria.

## Legado
A Exposição Nacional Americana tornou-se a primeira de uma série de exposições itinerantes da Embaixada dos EUA em Moscou que continuou pelas cinco décadas seguintes, até o início da década de 1990.  No total, houve 87 exibições separadas de 19 exposições em 25 cidades diferentes, em 12 fusos horários, exibindo tecnologia americana, das artes gráficas à agricultura, da recreação ao ar livre à medicina.  A conferência do 50º aniversário da Exposição Nacional Americana foi celebrada "um dia depois que o presidente dos EUA, Barack Obama, esteve na Rússia para tentar relançar as relações. Com os laços entre Washington e Moscou novamente no ponto mais baixo da Guerra Fria, houve nostalgia pesada pelos dias inebriantes de distensão".